# Flagge Ecuadors
Die Flagge Ecuadors ist durchgehend seit dem 26. September 1860 im Gebrauch und offiziell eingeführt seit dem 7. November 1900.

## Beschreibung und Bedeutung

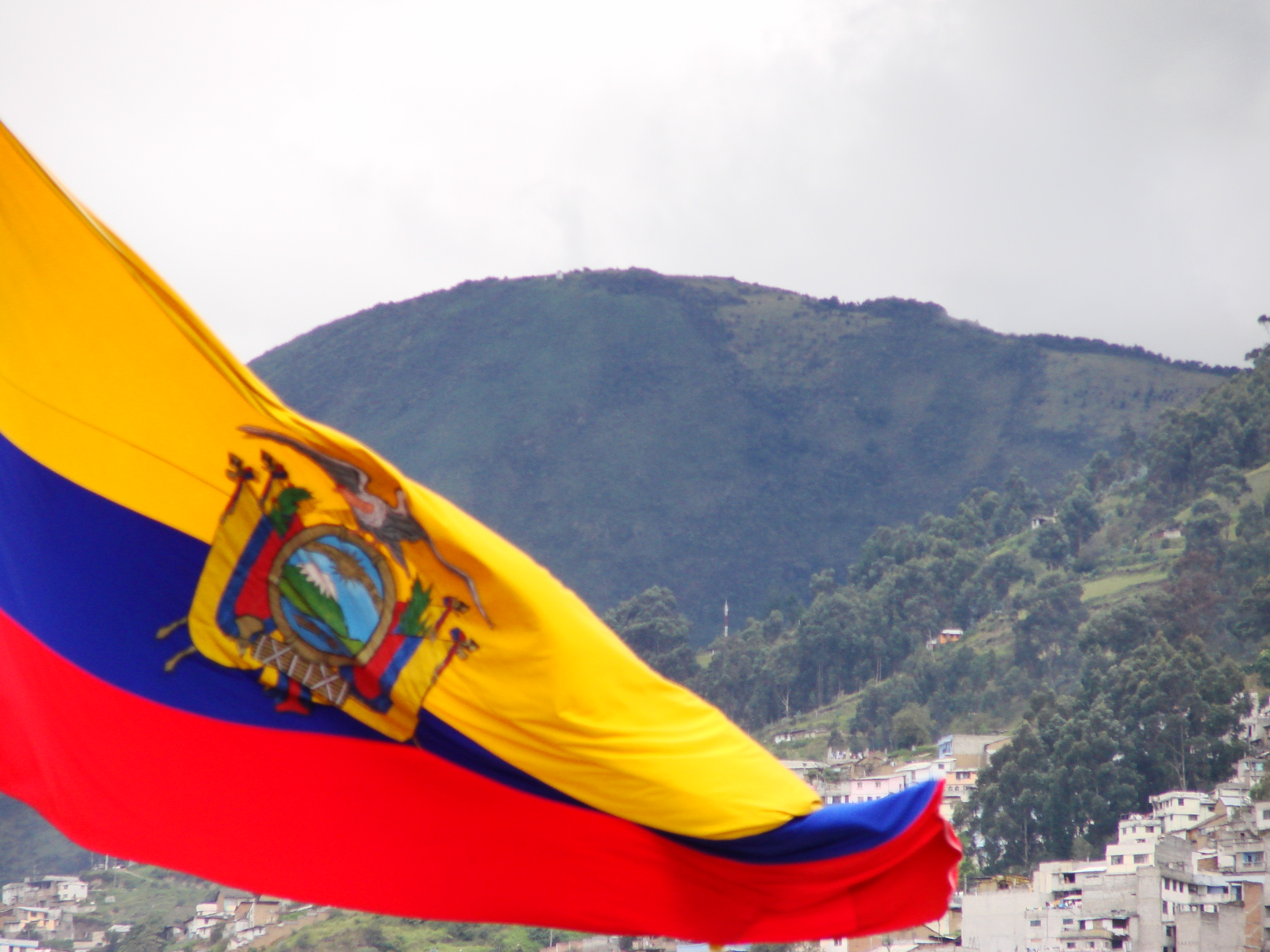
Nationalflagge Ecuadors

Die Nationalflagge weist drei waagrechte Farbstreifen auf. Der obere Streifen ist doppelt so hoch wie jeder der beiden unteren. Von oben nach unten in Gold, Blau und Rot angeordnet bilden sie den Flaggenhintergrund. In der Mitte der Flagge hält der Kondor das Staatswappen. Laut den meisten Quellen ist das Seitenverhältnis der Nationalflagge 1:2, nur die Seekriegsflagge hat demnach seit den 1980er Jahren das Seitenverhältnis 2:3. Diese Angabe ist aber historisch bedingt und wurde nie rechtlich festgelegt. 2009 wurde erstmals auf der Webseite des Präsidenten durch eine staatliche Stelle das Seitenverhältnis für alle Formen der Nationalflagge auf 2:3 festgelegt.
Gold symbolisiert den Reichtum Ecuadors, Blau die Schönheit der Natur Ecuadors, den Himmel und den Ozean und Rot die republikanische Freiheit und Unabhängigkeit und das Blut, das dafür vergossen wurde. Diese drei Farben führen in Abwandlungen auch die Bruderländer Ecuadors, Kolumbien und Venezuela in ihrer jeweiligen Flagge, es sind die Farben Großkolumbiens (Gran Colombia), das 1830 zerbrach.
Die Bestandteile des Wappens Ecuadors symbolisieren:
- Kondor: Stärke und Mut
- Landschaft: Chimborazo und Río Guayas
- Boot (die „Guayas“) mit Hermesstab als Mast: Einigkeit und Handel
- Goldene Sonne: Vorkolumbianische Tradition
- Die vier Tierkreiszeichen: Die vier Monate der Märzrevolution von 1845, die zum Sturz des Präsidenten Juan José Flores führte.
- Palme und Lorbeerblätter: Frieden und Würde
- Rutenbündel: Die republikanische Macht

## Geschichte
Am 10. August 1809 setzten Patrioten eine rote Flagge an einem weißen Mast als Zeichen gegen die spanischen Kolonialherren. Der Aufstand führte zur ersten Ausrufung eines unabhängigen Staats Quito, doch bereits 1816 war das Land wieder unter spanischer Kontrolle. 1820 brach ein neuer Aufstand gegen die Spanier aus. Im Oktober setzten Unabhängigkeitskämpfer eine Flagge mit fünf Streifen in weiß und blau und drei weißen Sternen, die für Guayaquil, Portoviejo und Machala standen. Im Mai 1822 wurde das Gebiet des heutigen Ecuadors als Teil Großkolumbiens unabhängig von Spanien. Die Landesflagge wurde die noch heute gebräuchliche Trikolore in Gold, Blau und Rot. Am 2. Juni 1822 wurde eine neue Flagge für die Freie Provinz von Guayaquil eingeführt: Weiß mit blauer Gösch und weißem Stern, doch bereits am 13. Juni wurde die Flagge wieder eingeholt und durch die großkolumbianische Trikolore ersetzt. 1830 zerbrach Großkolumbien. Das nun unabhängige Ecuador hielt die Trikolore bis 1845 im Gebrauch.

2:3  Oktober 1820 bis 25. Mai 1822
2:3  Großkolumbien (Flagge ab 1821)
16:25  Freie Provinz von Guayaquil innerhalb Großkolumbiens, 2. bis 13. Juni 1822
Nach dem Zerfall Großkolumbiens 13. Mai 1830

Der Wechsel von der an die Flagge Großkolumbiens angelehnten dreifarbigen Flagge auf die auch in anderen südamerikanischen Staaten vorzufindende Kombination blau-weiß-blau (zum Beispiel Flagge Argentiniens) erfolgte nach der sogenannten liberalen Märzrevolution vom 6. März bis zum 17. Juni 1845, die mit der Kapitulation von Präsident General Juan José Flores endete. Am 6. November 1845 wurde die Zahl der Sterne von drei auf sieben erhöht. Die sieben Sterne symbolisierten die Provinzen der Republik. Die Kriegsflagge führte zudem das Staatswappen unterhalb der Sterne. Allerdings gibt es verschiedene Angaben über die Position der Sterne. Problematisch wird die Informationslage Ende der Fünfziger Jahre des 19. Jahrhunderts, als es in Ecuador vier Regierungen gleichzeitig gab. Dies erklärt auch die äußerst unterschiedlichen Angaben zur Nationalflagge Ecuadors in dieser Zeit in verschiedenen historischen Quellen. So findet sich hier auch die gelb-blau-rote Trikolore wieder. 1858 erscheinen neun Sterne auf der weiß-blau-weißen Flagge.
Nach dem Sieg des klerikal-konservativen Gabriel García Moreno gegen die liberale Partei in der nationalen Krise von 1859/60 machte dieser die Trikolore per Dekret vom 26. September 1860 wieder zur Nationalflagge Ecuadors. Sie wurde mit der Konvention von 1861 und 1900 endgültig durch die Legislative bestätigt. Am 5. Dezember 1900 wurde auch das Staatswappen in seiner heutigen Version eingeführt.

11:16  Nach der Märzrevolution, ab 6. März 1845
2:3  6. November 1845
6. November 1845
2:3   6. November 1845
2:3    6. November 1845
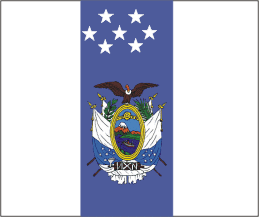
2:3  Kriegsflagge 6. November 1845
11:16  1858 (kurzzeitig)
1:2 26. September 1860
1:2 bis 2009

## Subnationale Flagge
Provinzen und Kantone  Ecuadors verfügen über eigene Flaggen. Hier einige Beispiele. Auffällig ist die Flagge, die vom Kanton und der Gemeinde Guayaquil und dessen Provinz Guayas verwendet wird. Es handelt sich dabei um die historische Flagge Ecuadors von 1820.

Kanton Guayaquil und Provinz Guayas
Kanton Quito
Provinz Santo Domingo de los Tsáchilas
Provinz Cañar

## Weitere Flaggen Ecuadors
Neben der Flagge mit dem Staatswappen wird im Gesetz von 1900 auch eine bürgerliche Flagge aufgeführt, die nur aus der Trikolore besteht. Trotzdem verwenden die meisten Ecuadorianer die Flagge mit dem Staatswappen, weil sich ihre Nationalflagge nur im Seitenverhältnis von jener Kolumbiens (2:3) unterscheidet.
Die Gösch der Marine ist eine blaue Flagge mit einem Anker und einem Kondor.
Die Präsidentenstandarte entspricht der Nationalflagge in einem Seitenverhältnis von 1:1.

2:3   Bürgerliche Flagge
2:3 Gösch der Marine
1:1 Standarte des Präsidenten